# Косопкин, Александр Сергеевич
Алекса́ндр Серге́евич Косо́пкин (1 июня 1957, Чита — 9 января 2009, гора Чёрная, Республика Алтай) — российский государственный деятель, кандидат психологических наук, бывший Полномочный представитель Президента Российской Федерации в Государственной Думе. Заслуженный юрист Российской Федерации (2008).

## Образование
1976 год — окончил Челябинский техникум железнодорожного транспорта.
1996 год — окончил Московскую государственную юридическую академию.
В 1997 году защитил диссертацию на соискание учёной степени кандидата психологических наук.

## Биография
1976—1978 гг. — срочная служба в Вооружённых силах.
1978—1990 гг. — помощник машиниста, машинист локомотивного депо города Златоуст Южно-Уральской железной дороги.
В 1990 году был избран народным депутатом РСФСР по Златоустовскому территориальному округу № 751.
1990—1993 гг. — председатель подкомиссии Комиссии по социальной политике Верховного Совета Российской Федерации. Входил в депутатские объединения «Демократическая Россия», «Рабочий союз России», «Чернобыль».
12 декабря 1991 г., являясь членом Верховного Совета РСФСР проголосовал за ратификацию беловежского соглашения о прекращении существования СССР.
1993—1994 — ведущий специалист отдела Управления информационно-технологического обеспечения аппарата Федерального Собрания Российской Федерации.
С 1994 года работает в Администрации Президента Российской Федерации.
1994—1996 гг. — консультант, руководитель группы.
1996—2000 гг. — заместитель начальника управления — начальник отдела по взаимодействию с депутатами Государственной Думы и членами Совета Федерации управления Президента Российской Федерации по вопросам внутренней политики.
2000—2001 гг. — заместитель начальника главного управления — начальник управления по взаимодействию с Федеральным Собранием Российской Федерации, политическими партиями и движениями главного управления внутренней политики Президента Российской Федерации.
С марта 2001 по 2004 гг. — начальник главного управления внутренней политики Президента Российской Федерации.
С 2004 года — полномочный представитель Президента в Государственной Думе.
Сыграл большую роль в создании партии «Единая Россия» и в проведении выборов 2003 года, после которых единороссы получили конституционное большинство.

### Гибель
Погиб 9 января 2009 года в авиакатастрофе. Вертолёт Ми-171 (модификация Ми-8), на котором летел Косопкин на незаконную охоту на архаров, занесённых в Красную книгу, пропал в горах республики Алтай. 11 января 2009 года Ми-171 обнаружили в районе горы Чёрной в разрушенном состоянии. Из 11 находившихся на борту, погибло 7 человек, в том числе и Косопкин.
Похоронен 14 января 2009 года в деревне Комлево Рузского района Московской области на церковном кладбище.
В 2010 году Следственный комитет при прокуратуре РФ предъявил обвинение в незаконной охоте выжившим пассажирам этого вертолёта.
Двое из них — бывший зампредседателя правительства Республики Алтай Анатолий Банных и заместитель директора института экономики и законодательства города Москвы Николай Капранов были объявлены в федеральный розыск.

## Награды
- Орден «За заслуги перед Отечеством» IV степени (1 июня 2007) — за большой вклад в обеспечение деятельности Президента Российской Федерации и многолетнюю добросовестную работу[6]
- Орден Почёта (2 марта 2004) — за активное участие в обеспечении законотворческой деятельности и многолетнюю добросовестную работу[7]
- Медаль «Защитнику свободной России» (20 августа 1997) — за исполнение гражданского долга при защите демократии и конституционного строя 19-21 августа 1991 года[8]
- Заслуженный юрист Российской Федерации (12 декабря 2008) — за заслуги в укреплении законности и многолетнюю плодотворную деятельность[9]
- Почётная грамота Правительства Российской Федерации (1 июня 2007) — за большой вклад в развитие российского законодательства и многолетний добросовестный труд[10]
- Благодарность Президента Российской Федерации (21 августа 2006) — за активное участие в законотворческой деятельности в сфере борьбы с терроризмом[11]
- Благодарность Президента Российской Федерации (26 мая 2008) — за активную работу по взаимодействию с Государственной Думой Федерального Собрания Российской Федерации[12]
- Почётный знак Государственной Думы «За заслуги в развитии парламентаризма» (2006)[13]
- Орден святого благоверного князя Даниила Московского II степени (РПЦ, 2007)[14]

## Классный чин
Действительный государственный советник Российской Федерации 1 класса

## Публикации
- 1996 год — «Психология лоббирования в Государственной Думе»;
- 1997 год — «Государственная Дума ФС РФ второго созыва: психолого-политические характеристики».

## Семья
Был женат. Имел сына и дочь.